# Герб Нідерландських Антильських островів
Герб Нідерландських Антильських островів був прийнятий 23 жовтня 1964 року.
На гербі був зображений щит, увінчаний короною голландських монархів. На золотому тлі розмістили шість блакитних зірочок. Ці зірки означали шість островів Нідерландських Антильських островів, а також були зображені на прапорі Нідерландських Антильських островів. Під щитом на стрічці був девіз Libertate Unanimus («Об’єднані у свободі»).
В описі написано:
|  | У золоті п'ять лазурових зірок, розміщені дві, одна і дві; щит має червону лиштву і увінчаний королівською короною. Девіз «LIBERTATE UNANIMUS» з латинськими літерами блакитного кольору на золотій стрічці |

Герб було змінено 1 січня 1986 року, в день, коли Аруба отримала окремий статус у складі Королівства Нідерландів і, отже, більше не була частиною Нідерландських Антильських островів. Шестизіркову зброю замінили на герб з п'ятьма зірками.
Герб використовувався до 10 жовтня 2010 року, коли Нідерландські Антильські острови були скасовані як країна у складі Королівства Нідерландів.